# Krešimir I.
Krešimir I. (lateinisch Krasimerus; † 945) war ein Adeliger aus der Trpimirović-Dynastie und von 935 bis zu seinem Tod der König des mittelalterlichen kroatischen Königreichs.

## Leben
Krešimir I. war der älteste Sohn und Nachfolger seines Vaters Trpimir II. Es gelang ihm, die ererbte militärische Stärke und die Grenzen Kroatiens zu erhalten. Nach der Chronik des Priesters von Dioclea erhielt sein jüngerer Bruder Peter den Titel des Herzogs von Duklia.
Auf dem Thron folgte ihm zunächst sein älterer Sohn Miroslav, der 949 von Ban Pribina gestürzt wurde, um dessen jüngeren Bruder Mihajlo Krešimir II. an die Macht zu bringen.